# Eretris kogui
Eretris kogui är en fjärilsart som beskrevs av Adams och Bernard 1977. Eretris kogui ingår i släktet Eretris och familjen praktfjärilar. Inga underarter finns listade i Catalogue of Life.